# Jimmy Tabidze
Jemal "Jimmy" Tabidze (Samtredia, 18 maart 1996) is een Georgisch voetballer die sinds 2024 uitkomt voor Dinamo Machatsjkala.

## Carrière
Tabidze begon zijn seniorencarrière bij FC Saboertalo, waar hij twee seizoenen in het eerste elftal speelde. In 2015 verhuisde hij naar de Belgische landskampioen KAA Gent, maar daar kwam hij enkel uit voor de jeugdploegen. In februari 2017 leende de club hem tot het einde van het seizoen 2016/17 uit aan de Russische eersteklasser FK Oeral. Tabidze bleef ook na afloop van zijn uitleenbeurt in de Premjer-Liga voetballen, want in juli 2017 nam FK Oefa hem definitief over van Gent.
Tabidze speelde vier seizoenen voor de club uit Oefa, telkens in de Premjer-Liga. Op 30 maart 2022 werd zijn contract er in onderling overleg ontbonden, wellicht mede door de Russische invasie van Oekraïne. Enkele maanden later haalde KV Kortrijk hem terug naar België. Lang duurde de Belgische comeback niet, want een maand later was Tabidze, moeite had om zich fysiek aan te passen aan het Belgisch voetbal, alweer weg bij Kortrijk.
Na zijn vertrek bij Kortrijk trok Tabidze naar FC Dinamo Tbilisi. De Georgiër zette er zijn koffers neer halfweg het seizoen 2022, waarin de club zijn negentiende landstitel veroverde. Op 4 juli 2023 won hij met Dinamo Tbilisi ook de Georgische supercup. In september 2023 gingen speler en club in onderling overleg uit elkaar.
In januari 2024 ondertekende Tabidze een contract van anderhalf jaar met optie op een extra jaar bij de Griekse eersteklasser Panetolikos FC. Een halfjaar later haalde Dinamo Machatsjkala hem terug naar Rusland.

## Interlandcarrière
Tabidze maakte op 23 januari 2017 zijn interlanddebuut voor Georgië: in het oefenduel tegen Oezbekistan (2-2-gelijkspel) mocht hij in de 89e minuut invallen. Twee dagen later kreeg hij in het oefenduel tegen Jordanië (0-1-verlies) zijn eerste basisplaats.